# Goianápolis
Goianápolis este un oraș în Goiás (GO), Brazilia.